# 約翰·馮·茨維爾

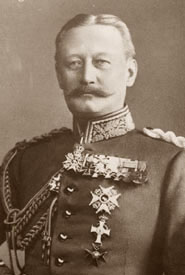
約翰·馮·茨維爾

約翰·貝托德·亞歷山大·馮·茨維爾（德語：Johann Bertold Alexander von Zwehl，1851年7月27日生於哈茨山麓奧斯特羅德，1926年5月28日卒於柏林）是普魯士的步兵上將，在第一次世界大戰期間擔任安特衛普總督（1916至1918年）。